# Kalkknikmos
Kalkknikmos (Bryum bavaricum) is een soort uit het geslacht knikmos (Bryum).

## Verspreiding
In Nederland komt kalkknikmos zeer zeldzaam voor.